# Þorgeirsfjörður
Þorgeirsfjörður är en fjord i republiken Island.   Den ligger i regionen Norðurland eystra, i den norra delen av landet, 280 km nordost om huvudstaden Reykjavík.